# بوب سوينسون
بوب سوينسون (بالإنجليزية: Bob Swenson)‏ هو لاعب كرة قدم أمريكية أمريكي، ولد في 1 يوليو 1953 في ستوكتون في الولايات المتحدة.

## وصلات خارجية
- بوب سوينسون على موقع مرجع كرة القدم المحترفة.كوم (الإنجليزية)